# Área metropolitana de Lakeland-Winter Haven
El área estadística Metropolitana de Lakeland-Winter Haven, FL MSA como la denomina oficialmente la Oficina de Administración y Presupuesto, es un Área Estadística Metropolitana centrada en las ciudades de Lakeland y Winter Haven, en el condado de Polk, estado estadounidense de Florida. El área metropolitana tiene una población de 602.095 habitantes según el Censo de 2010, convirtiéndola en la 87.º área metropolitana más poblada de los Estados Unidos.

## Principales comunidades del área metropolitana
Ciudades principales 
- Lakeland
- Winter Haven